# Ludwig Schmitt (Fußballspieler)
Ludwig Schmitt (* 28. Oktober 1910; † nach 1941) war ein deutscher Fußballspieler.

## Karriere
Schmitt spielte bis 1930 für den Frankfurter Stadtteilverein BSC Oberrad, bevor er von Eintracht Frankfurt verpflichtet wurde, der er bis 1938 angehört hatte. In den vom Süddeutschen Fußball-Verband organisierten Meisterschaften bestritt er als Torhüter bis 1933 in der Bezirksliga Main/Hessen Punktspiele. Als Sieger der Gruppe Main 1930 hervorgegangen, nahm er mit seiner Mannschaft an der Endrunde um die Süddeutsche Meisterschaft teil, in der er sich mit seinem Verein unter den acht teilnehmenden Gruppensiegern der Finalrunde als Erster durchsetzte und mit der Meisterschaft seinen ersten Titel gewann.
Nachdem die Mannschaft in den beiden darauffolgenden Spielzeiten die Gruppe Main als Bezirksmeister abgeschlossen hatte, setzte sie sich auch 1931/32 in der Gruppe Nord/West in der Endrunde um die Süddeutsche Meisterschaft durch und wurde – nach dem beim Stand von 2:0 gegen den FC Bayern München in der 83. Minute abgebrochenen Endspiel – vom Süddeutschen Fußball-Verband zum Süddeutschen Meister erklärt.
Von 1933 bis 1937 spielte er dann in der Gauliga Südwest in einer von zunächst 16, später auf 23 aufgestockten Gauligen zur Zeit des Nationalsozialismus als einheitlich höchste Spielklasse im Deutschen Reich. In seiner letzten Spielzeit gewann er mit Eintracht Frankfurt mit einem Punkt Vorsprung vor Borussia Neunkirchen die Gaumeisterschaft Südwest, jedoch ohne eingesetzt worden zu sein.
Aufgrund der Erfolge kam er von 1930 bis 1933 und noch einmal 1938 in insgesamt zwölf Spielen der Endrunden um die Deutsche Meisterschaft zum Einsatz. Mit der 0:2-Niederlage gegen den FC Bayern München in dem am 12. Juni 1932 in Nürnberg ausgetragenen Finale erzielte er seinen größten Erfolg als Vereinsspieler. Ferner bestritt er einzig das am 29. August 1937 mit 0:2 verlorene Erstrundenspiel gegen die SpVgg Sülz 07 um den 1935 erstmals eingeführten Tschammerpokal, den Pokalwettbewerb für Vereinsmannschaften.
Er starb in sowjetischer Kriegsgefangenschaft.

## Erfolge
- Gaumeister Südwest 1938 (ohne Einsatz)
- Zweiter der Deutschen Meisterschaft 1932
- Süddeutscher Meister 1930, 1932